# اسلوپ کلاس پی
اسلوپ کلاس پی (به انگلیسی: P-class sloop) یک کلاس از اسلوپ‌ها است که طول آن ۲۴۴ فوت ۶ اینچ (۷۴٫۵۲ متر) می‌باشد.